# 沃沃薩蒂河
49°11′48″N 22°40′54″E / 49.196792°N 22.681700°E

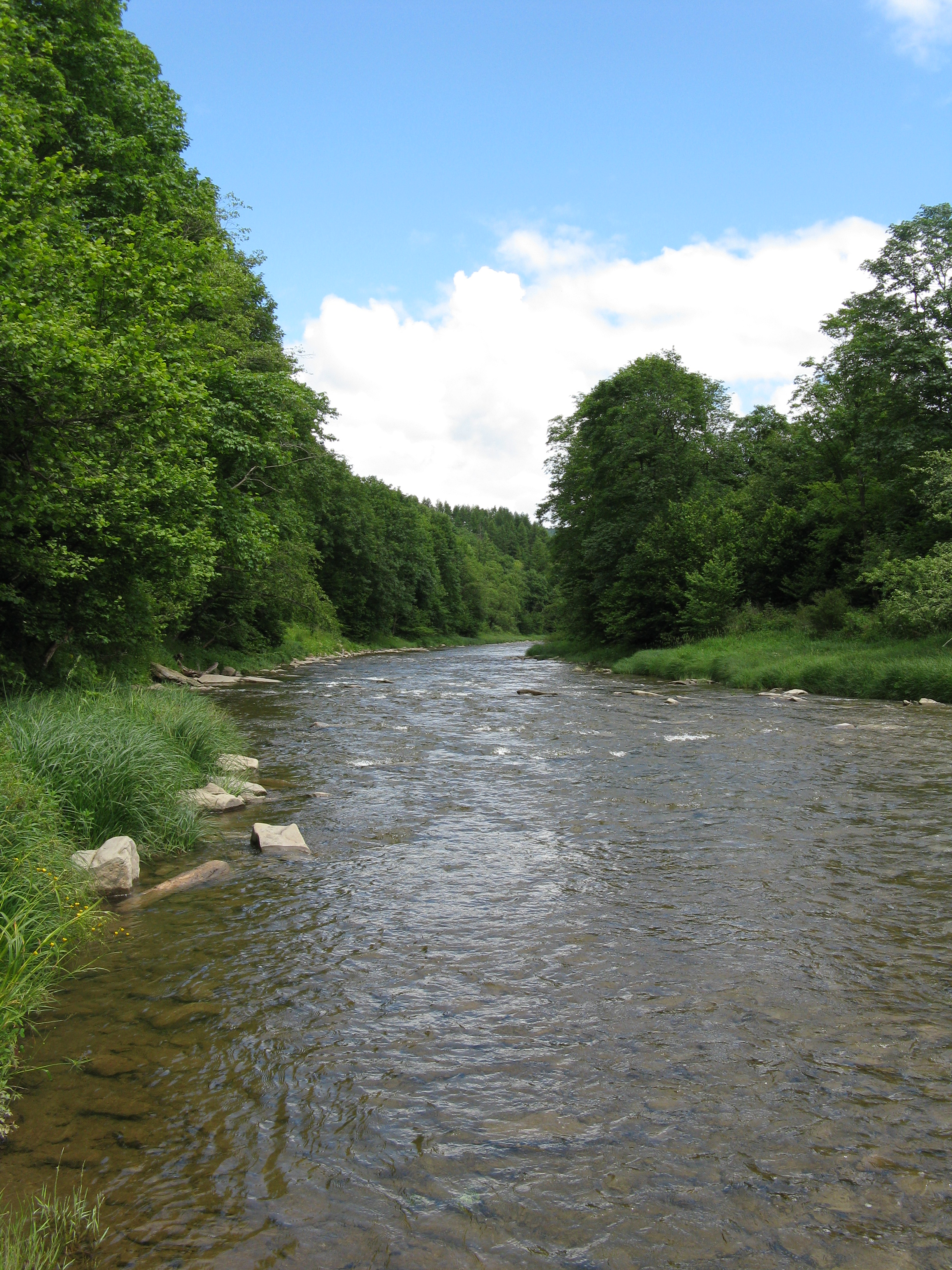

沃沃薩蒂河（波蘭語：Wołosaty）是波蘭的河流，位於該國南部，處於喀爾巴阡山省，該河流屬於桑河的左支流，河道全長28公里，流域面積118平方公里。